# Pillomena nivea
Pillomena nivea är en snäckart som först beskrevs av Hedley 1896.  Pillomena nivea ingår i släktet Pillomena och familjen Charopidae. Inga underarter finns listade i Catalogue of Life.